# Peso moral
El concepto de "peso moral" alude a la importancia ética que se asigna a una acción, decisión o circunstancia, evaluando su impacto en los demás y sus posibles consecuencias. Se basa en principios de justicia, responsabilidad y empatía, analizando cómo ciertas elecciones pueden afectar el bienestar de individuos o colectivos. Este peso varía según el contexto, las intenciones y los valores predominantes en una sociedad. En dilemas éticos, el peso moral de cada opción influye en la toma de decisiones, guiando a las personas hacia elecciones que minimicen el daño y promuevan el bienestar común.

## Ejemplos
El "peso moral" es un concepto ético que se refiere a la importancia de una acción, decisión o situación en función de sus consecuencias y el impacto que tienen en los demás. En dilemas éticos, las decisiones se valoran según el grado de daño o beneficio que generen. Por ejemplo, decidir entre matar a un niño o hacer sufrir a otro implica un dilema en el que se debe priorizar la opción con mayor peso moral, es decir, la que cause menos daño. En el caso de compartir información falsa o engañosa, esta acción conlleva un peso moral negativo, ya que puede inducir a error, dañar la confianza y perjudicar a otras personas. Por otro lado, ayudar a una persona en apuros tiene un peso moral positivo, pues contribuye al bienestar de esa persona y promueve valores como la solidaridad y la empatía. Las acciones con peso moral positivo son generalmente aquellas que buscan el bien común y minimizan el sufrimiento.

## Importancia
El peso moral es fundamental para la toma de decisiones éticas, ya que permite evaluar el impacto de nuestras acciones en los demás. Reflexionar sobre este concepto fomenta la responsabilidad individual y social, promoviendo elecciones que minimicen el daño y maximicen el bienestar común. Al considerar las consecuencias de nuestras decisiones, desarrollamos una mayor conciencia ética, lo que contribuye a una convivencia más justa y equitativa. Así, el peso moral orienta nuestras acciones hacia principios de empatía y justicia.

## Contexto
El peso moral es un concepto que puede aplicarse en distintos ámbitos, desde decisiones individuales hasta cuestiones que afectan a toda una sociedad. En el ámbito personal, influye en cómo una persona percibe sus propias acciones y las consecuencias que estas generan. A nivel social y político, el peso moral puede determinar el curso de políticas públicas, regulaciones y normas colectivas, afectando a comunidades enteras.

## Relación con la moralidad
La moralidad se define como el conjunto de principios y valores que rigen lo que una sociedad considera correcto o aceptable. En este sentido, el peso moral permite evaluar la relevancia de una acción en relación con estas normas, ayudando a discernir entre lo ético y lo inaceptable. Esta evaluación moral varía según el contexto cultural, histórico y social en el que se encuentre cada individuo o comunidad.

## Balance moral
El balance moral hace referencia al proceso mediante el cual las personas ajustan su conducta en función de su propia imagen y sus valores éticos. Se trata de una especie de autorregulación que puede llevar a reforzar comportamientos positivos o, por el contrario, justificar acciones cuestionables. Este fenómeno influye en cómo las personas perciben su responsabilidad moral y puede dar lugar a sentimientos de culpa, orgullo o justificación según el caso.
En definitiva, el peso moral es un elemento clave en la toma de decisiones, ya que permite evaluar las implicaciones éticas de nuestras acciones y cómo estas se alinean con los valores individuales y colectivos.